# Мугри
Мугри (Старые Мугри) — заброшенное село в Сергокалинском районе Дагестана.
Входит в состав Новомугринской сельской администрации (включает села: Новое Мугри, Мугри).

## История
Центр сельсовета в 1921—1974 года.
Ныне в селе проходят туристические экспедиции.

## География
Село расположено в 32 км к югу от районного центра — села Сергокала.

## Население
| 1888 | 1895 | 1926 | 1939 | 1970 | 1970 | 1989 |
| ---- | ---- | ---- | ---- | ---- | ---- | ---- |
| 680  | ↘675 | ↗750 | ↗907 | ↘589 | ↘511 | ↘20  |
| 2002 | 2010 | 2021 |      |      |      |      |
| ↘9   | ↘0   | →0   |      |      |      |      |